# Lakkolit

Na szaro zaznaczany lakkolit i idąca do niego od dołu dajka.

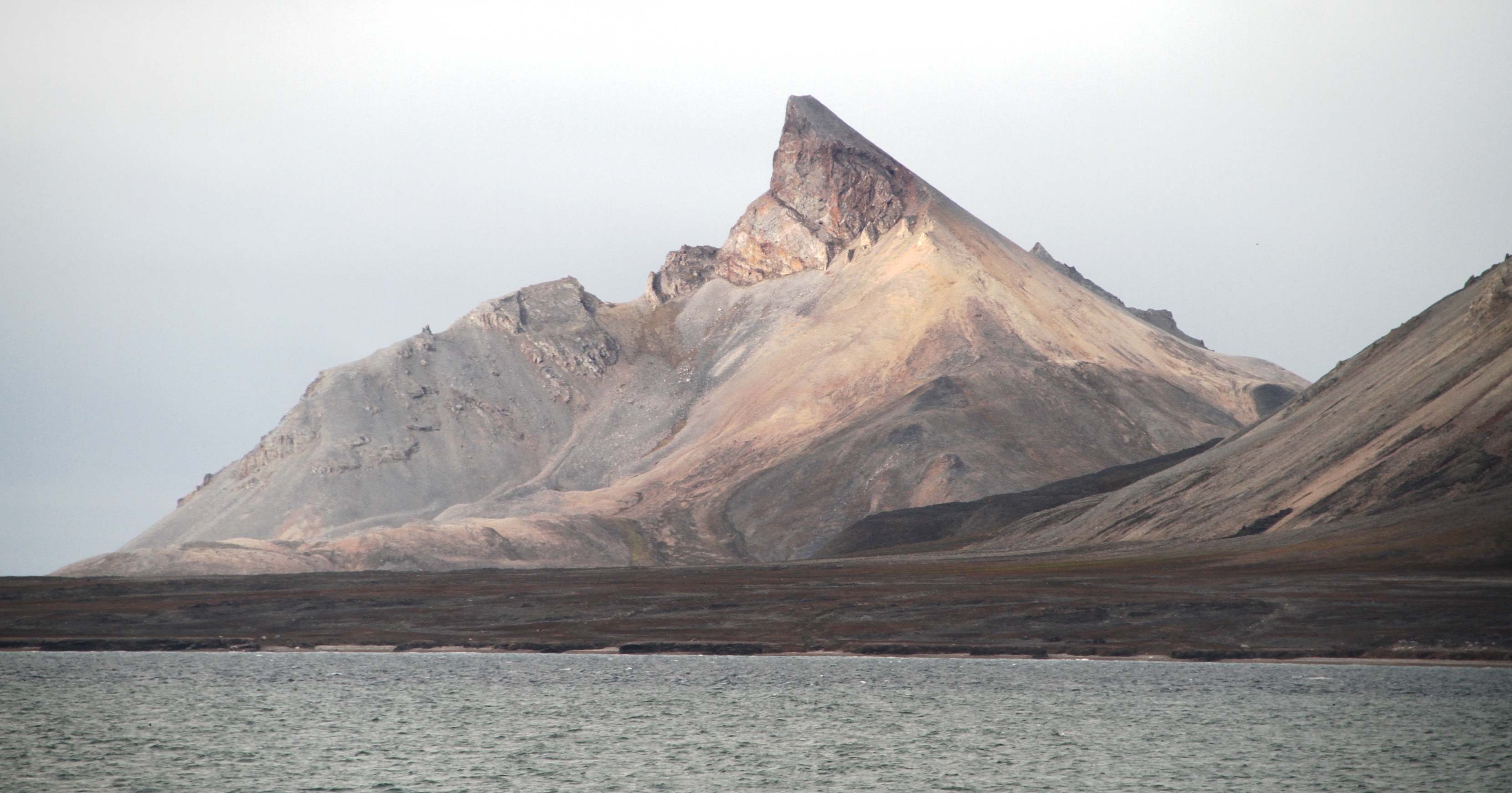
Szczyt Mitra na Svalbardzie

Lakkolit (także: lakolit) – zgodna intruzja o kształcie bochenkowatym z płaską podstawą i wypukłą górną powierzchnią. Wdziera się między już istniejące, starsze warstwy, nie przecinając ich, lecz leżąc zgodnie na warstwie podścielającej i wybrzuszając warstwę nadległą. Jest to jedna z form zjawisk plutonicznych, w przeciwieństwie do batolitu powstała na niewielkiej głębokości, przeważnie subwulkaniczna (na głębokości do 1 km), choć znane są też lakkolity hipabisalne (na głębokości 1–5 km).
Lakkolit w planie ma kształt zbliżony do kolistego, od spodu przeważnie dochodzi doń żyła (dajka), którą napływała z głębi Ziemi magma. Lakkolity mogą być zbudowane ze skał magmowych głębinowych (np. granit) lub ze skał magmowych wylewnych (np. porfir).
Największym lakkolitem na świecie są Chibiny. W Polsce lakkolity występują w Górach Wałbrzyskich i w okolicy Dębnika, w obu przypadkach są one zbudowane z porfirów.